# Улица Качинского (Одесса)
Улица Качинского — улица в исторической части Одессы, проходит от Дерибасовской улицы, окончание которой примыкает к Польскому спуску в районе улицы Бунина.
Является одной из достопримечательностей города.

## История

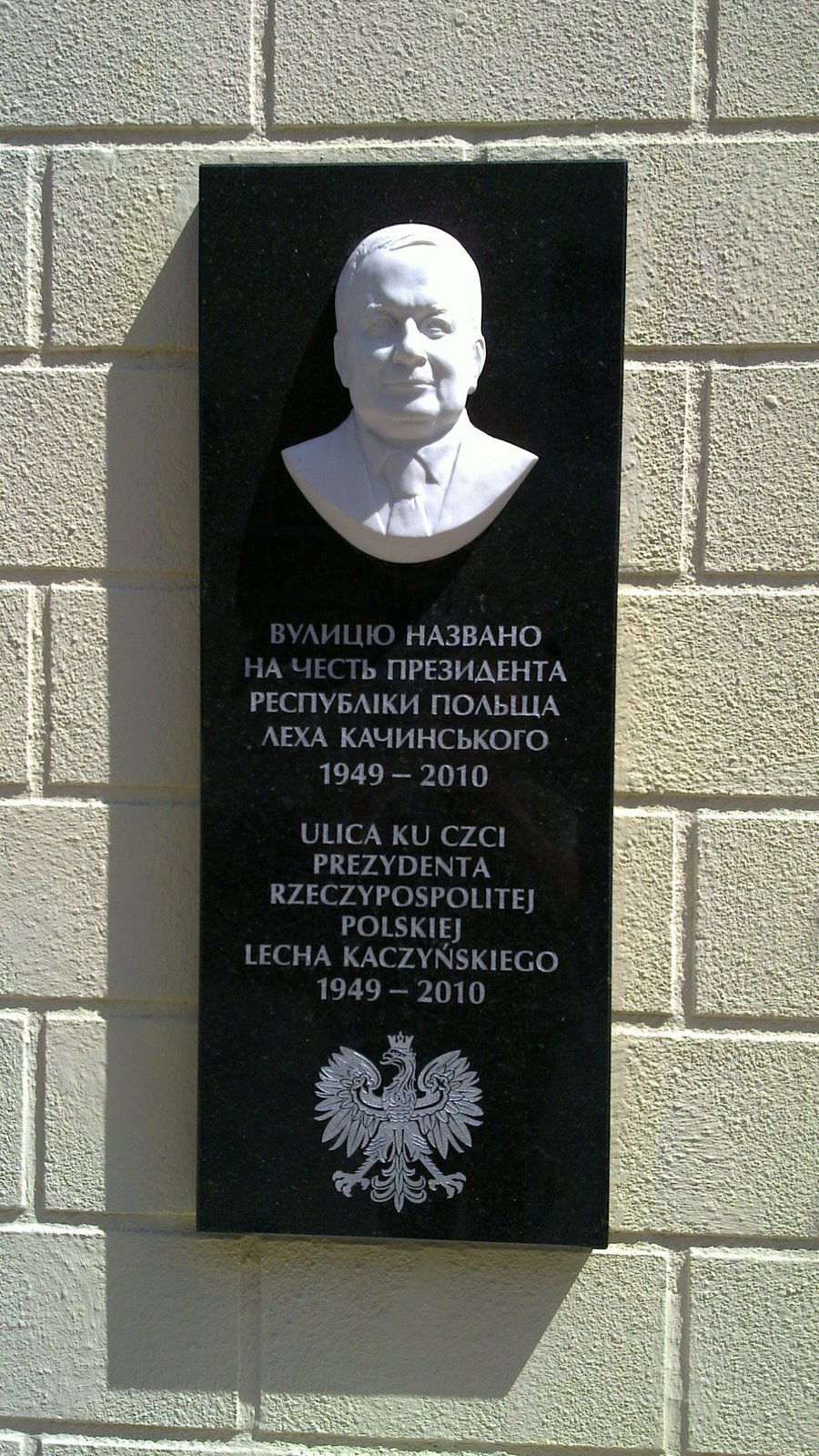
Мемориальная доска Качинскому. Д. 3

Современное название улица получила 14 апреля 2010 года по решению Одесского городского совета в память президента Польши Лехе Качинском, который трагически погиб в авиакатастрофе под Смоленском 10 апреля 2010 года.
Одна из старейших улиц города — Польская. Названа из-за компактного проживания одесских поляков на ней (селившихся в Одессе практически со дня основания города).
После Октябрьской революции 1917 года была переименована в улицу Кангуна в честь Моисея Кангуна (1896—1917) — начальника одесского штаба Красной гвардии, погибшего во время Январского восстания в 1917 г.
В 1960 году получила имя Джузеппе Гарибальди. 18 июля 1994 года улице на время было возвращено историческое название.
Переименование улицы вызывает возражения у жителей города.

## Достопримечательности

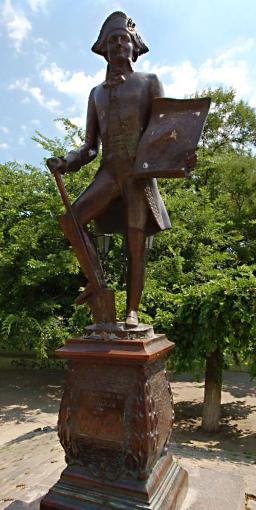
Памятник И. Дерибасу

Памятник О. М. Дерибасу.

## Улица в кинематографе
- На лестнице к этой улице в конце первой серии фильма «Приморский бульвар» происходит объяснение Саши и Даши, после чего Даша уезжает по этой улице на скейтборде.
- На этой же лестнице снималась сцена из детской двухсерийной музыкальной комедии «Приключения Петрова и Васечкина, обыкновенные и невероятные». Лестница и сквер возле неё известны среди поклонников фильма под аббревиатурой МТЯМ (от четырёх первых слов фразы Васи Петрова: «Могу тебе я, Маша, вмазать так, что ты об этом долго будешь помнить и сразу перестанешь быть строптивой!..»)

## Известные жители
На этой улице,с 1988 до 2017,жил Олег Сергеевич Золоев (25 декабря 1946-10 апреля 2017).Известный одесский джазовый музыкант,исполнявший песни из репертуара Френка Синатры,за что и назывался среди одесситов: «Одесский Френк Синатра».Также в своем репертуаре имел авторские песни и два мьюзикла.В 2010х годах,Олегу Сергеевичу было присвоено почетное звание заслуженного артиста эстрадного искусства Украины.скончался 10 апреля 2017 года,от разрыва аорты.прощание проводилось в здании одесской филармонии.похоронен на западном кладбище,рядом со своей матерью.